# Didier Sansonnet
Didier Sansonnet est un architecte, sculpteur, tailleur de pierre, maçon français actif à Toulouse au XVIIe siècle.

## Biographie
Il fut responsable des travaux du Couvent des Carmélites de Toulouse qui durèrent vingt ans et serait également l'auteur du couvent des Carmes déchaussés dont subsiste l'église Saint-Exupère qui présente de nombreuses similitudes avec la Chapelle des carmélites.
Il a participé à la reconstruction de l'Abbatiale de Foix au début du XVIIe siècle 
Il était également sculpteur mais on ne connait pas d'œuvres pouvant lui être attribuées avec certitude, peut-être certaines sculptures de l'Église Saint-Exupère.

## Principales réalisations
- 1620-1623 : Église Saint-Exupère de Toulouse
- 1621 : fontaine de la Chartreuse de Toulouse
- 1622 - 1642 : couvent des Carmélites de Toulouse
- 1643 : Epitaphe de Henri de Sponde évêque de Pamiers à la cathédrale Saint-Etienne de Toulouse[4]

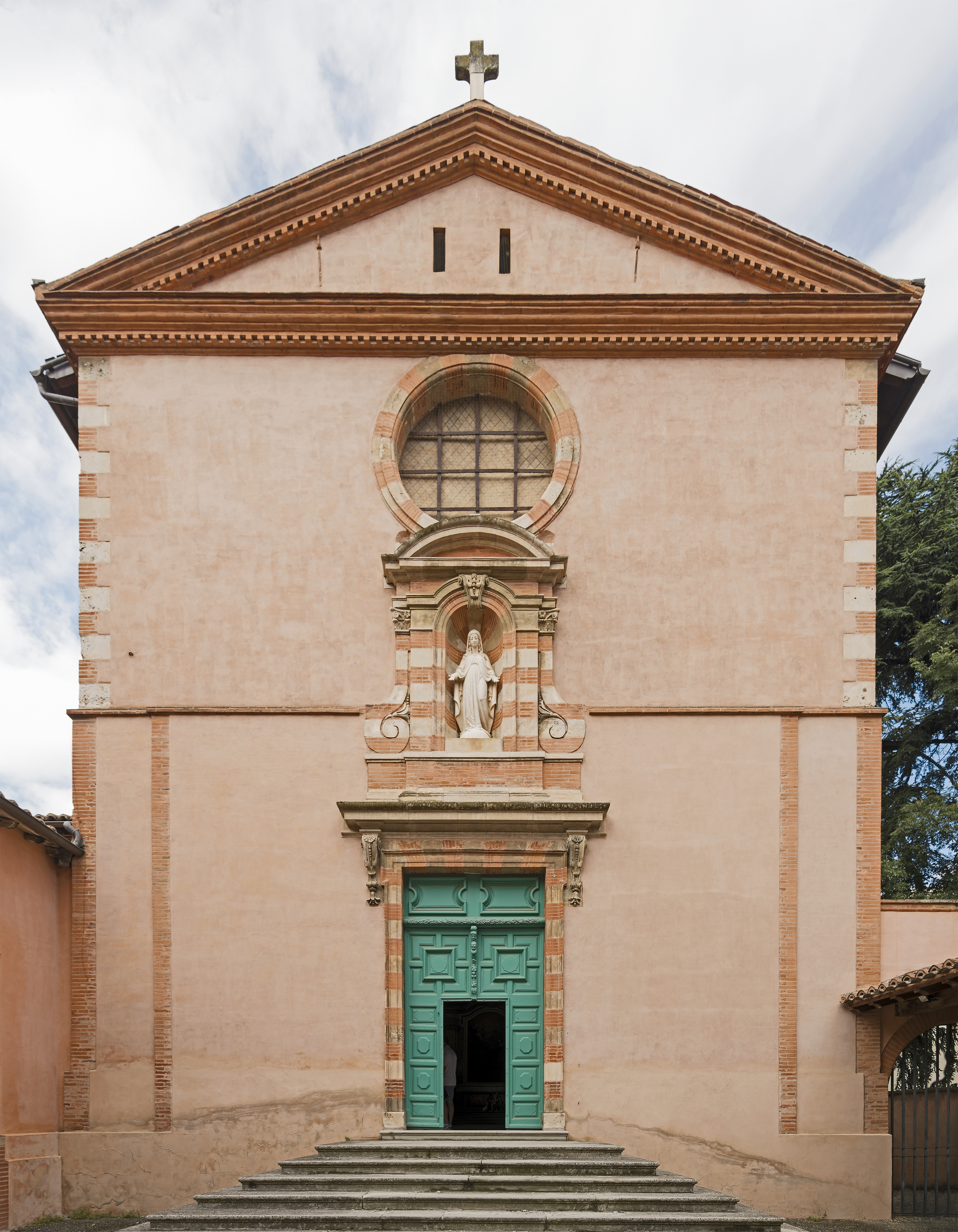
La chapelle des Carmélites
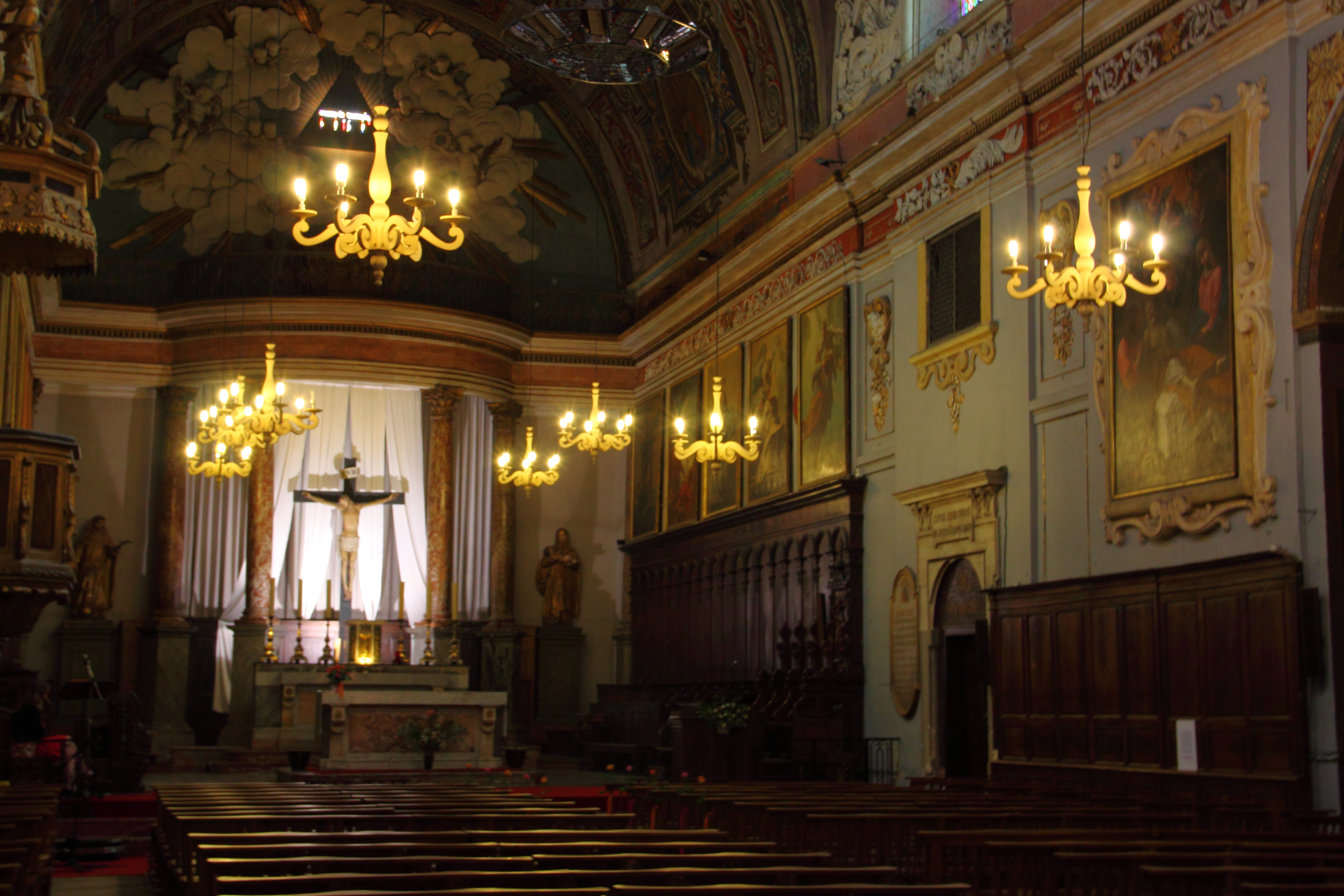
L’intérieur de Saint-Exupère de Toulouse
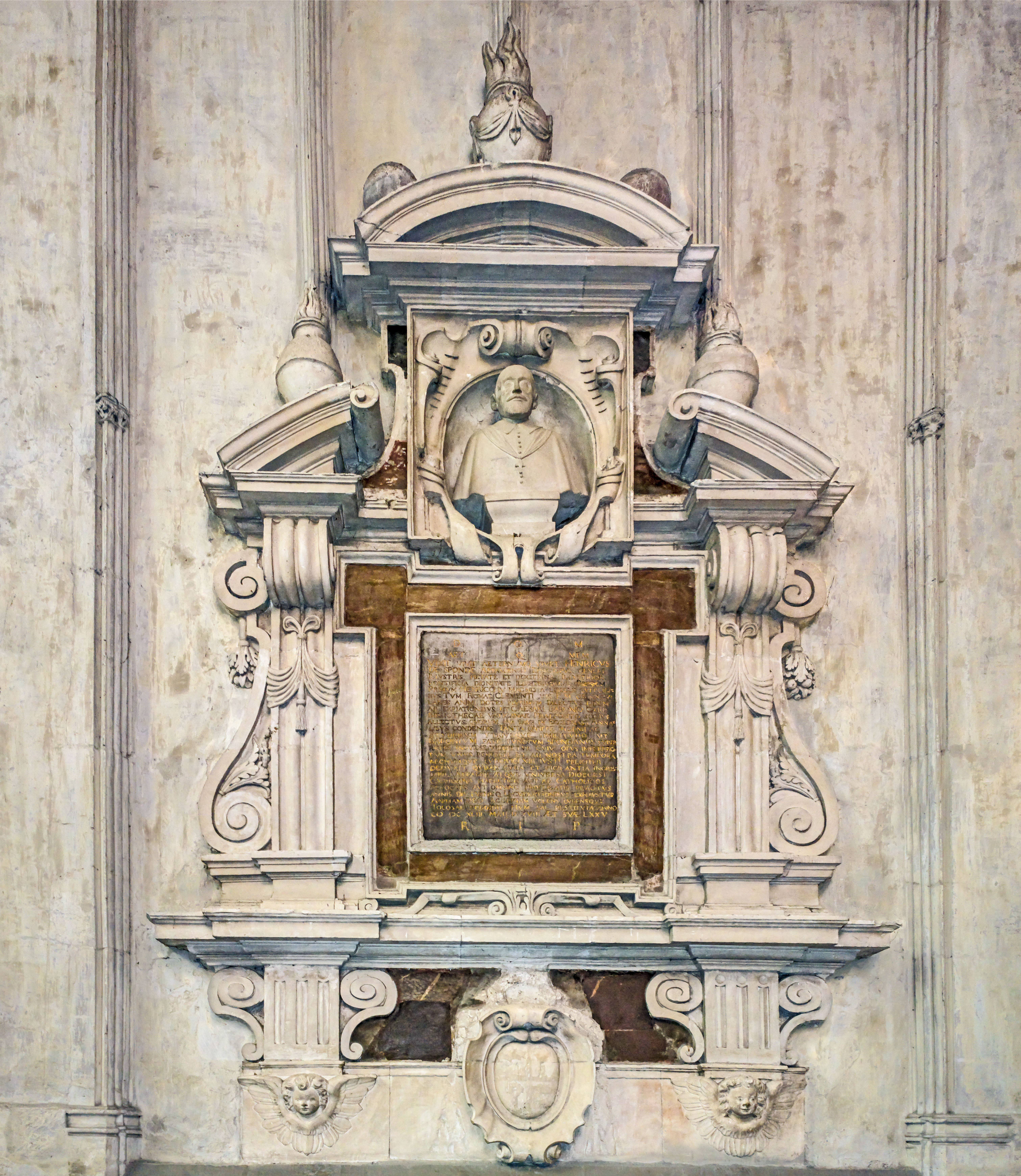
Enfeu d'Henri de Sponde